# Norbert Scharf (Politiker)
Norbert Scharf (* 6. Januar 1952 in Kallstadt; † 28. März 2010 in Bayreuth) war ein deutscher Politiker (SPD).
Scharf war von Beruf Schlosser und wohnte in Kemnath. Dort war er von 1978 bis 1999 Mitglied des Stadtrats. Scharf rückte am 9. Mai 1990 für die ausgeschiedene Christa Meier in den Bayerischen Landtag nach. Er saß dort aber nicht lange, da die Wahlperiode am 14. Oktober des gleichen Jahres zu Ende ging. Scharf vertrat den Wahlkreis Oberpfalz. Ab 1990 war er Mitglied des Kreistags im Landkreis Tirschenreuth und von 1996 bis  2002 stellvertretender Landrat. 1997 zog er nach Erbendorf und gehörte von 2005 bis 2008 dem Stadtrat an. 